# マブーブル・ハック
マブーブル・ハック（Mahbub ul Haq ,ウルドゥー語: محبوب الحق,
1934年2月22日 - 1998年7月16日）は、パキスタンの経済学者。人間開発指数などを開発した。1990-1995年までは人間開発報告書の執筆責任者。